# 复旦大学站
复旦大学站位于中华人民共和国上海市杨浦区五角场街道邯郸路复旦大学与登辉环路交叉口西南侧，是上海地铁18号线的地铁车站。本站现作为第三批试行“闸机常开”模式的车站之一。

## 车站特色
复旦大学站整体装饰以红色为主色调，站台大字壁刻有复旦大学1920年奠基时的校园规划图。站厅公共艺术墙受《千里江山图》和《富春山居图》启发，用白色LED灯带勾勒出山水画，并配有11首古诗文，其中就有复旦大学校名的出处“日月光华，旦复旦兮”（《尚书大传》）。车站工程与校园历史文化风貌区老建筑修复重建工程深度结合，受上盖施工進度影響，位于校内的1号口延期至2025年5月17日开放。
虽然车站装饰包含了浓厚的复旦元素，但是设计却是出自同济大学建筑设计研究院之手。

## 车站结构

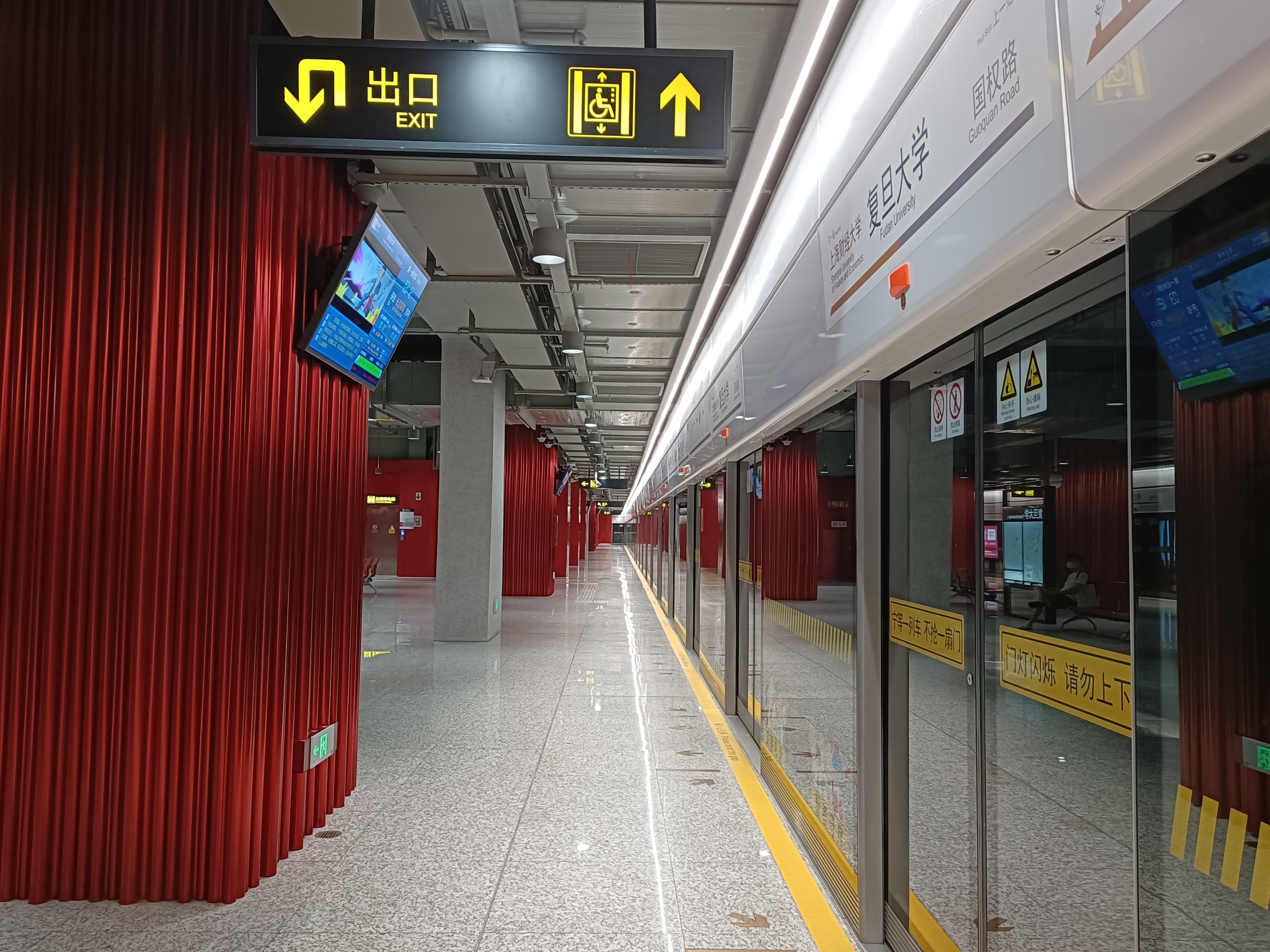
复旦大学站站台

| 地面层   | 出入口             | 1-2出入口                           |  |  |
| 地下一层 | 站厅               | 票务服务、自动售票机、人工服务台    |  |  |
| 地下二层 | ②站台              | █ 18号线 往长江南路（上海财经大学） |  |  |
|          | 岛式站台，左侧开门 |                                     |  |  |
|          | ①站台              | █ 18号线 往航头（国权路）           |  |  |

### 车站出口
复旦大学站建成時先開放2号口，位于复旦大学校内的1号口于2025年5月17日开放，1号口只限校园一卡通持有者使用。
本站原设计中还有3A、3B两个出口分别位于邯郸路南北两侧，但实际并未建设。受中环路阻隔，邯郸路此段无过街设施，南侧居民反映进站困难，虹口区建设和管理委员会仅表示将予以参考。
| 出口编号            | 出口指示 | 照片 |
| ------------------- | -------- | ---- |
| 1 · 出口            | 复旦大学 |      |
| 2 · 出口 · （设有） | 邯郸路   |      |
| 图例： 设有         |          |      |